# Delgado
Delgado – miasto w środkowym Salwadorze, w departamencie San Salvador, w zespole miejskim San Salvador, położone na północny wschód od stolicy kraju. Ludność (2007): 112,2 tys. (miasto), 120,2 tys. (gmina).
W mieście rozwinął się przemysł ceramiczny oraz rolno-spożywczy.